# Саутфілдс (станція метро)
51°26′42″ пн. ш. 0°12′23″ зх. д. / 51.445° пн. ш. 0.206389° зх. д.
Саутфілдс (англ. Southfields) — станція лінії Дистрикт Лондонського метро. Розташована у 3-й тарифній зоні, у Саутфілдс, боро Вандзверт, Лондон, між станціями Іст-Патні та Вімблдон-парк. Пасажирообіг на 2017 — 6.03 млн осіб
Конструкція станції — наземна відкрита з однією прямою острівною платформою.

## Історія
- 3. червня 1889 — відкриття станції у складі District Railway (DR, сьогоденна лінія Дистрикт)
- 1. липня 1889 — відкриття трафіку London and South Western Railway (L&SWR)
- 4. травня 1941 — припинення трафіку Southern Railway (колишня L&SWR).

## Пересадки
- на автобуси London Buses маршрутів 39, 493, 639.

## Послуги
| Попередня станція | Лінія | Лінія                           | Лінія | Наступна станція |
| ----------------- | ----- | ------------------------------- | ----- | ---------------- |
| Вімблдон-парк     |       | Лондонське метро Лінія Дистрикт |       | Іст-Патні        |